# Nevado Mismi
Il Nevado Mismi è una montagna di 5.597 metri, di origine vulcanica, situata nel sud delle Ande peruviane, a circa 160 km a ovest del lago Titicaca e 700 km a sud-est della capitale del Perù, Lima, nella regione di Arequipa, uno dei punti più elevati del Colca Canyon. Sono presenti diversi ghiacciai sulla sua vetta. 

## Sorgente
Un flusso di acqua di origine glaciale sul Nevado Mismi, a 5.179 m s.l.m., è stato identificato come la fonte più lontana del Rio delle Amazzoni nel 1996; questa ipotesi è stata confermata nel 2001 e ancora nel 2007: tale flusso d'acqua fluisce poi nel Quebradas Carhuasanta e nell'Apacheta, che sfociano poi nel Rio Apurimac che a sua volta è un affluente dell'Ucayali, che si unisce infine al Marañón per formare appunto il Rio delle Amazzoni.

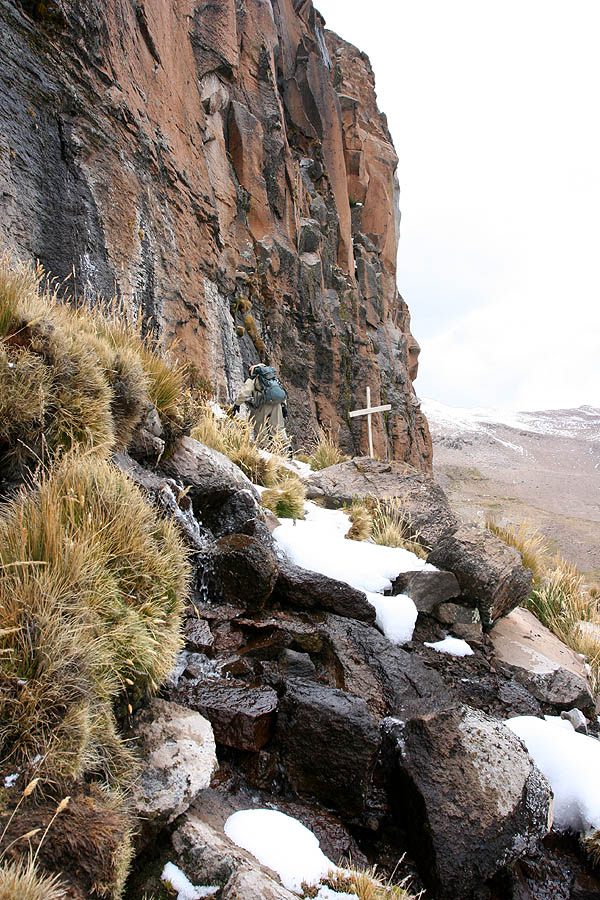
Il Rio delle Amazzoni ha origine da una parete del Nevado Mismi a 5.179 m s.l.m. (Il luogo è segnato da un croce di legno).